# Владимир Баровић (професор)
Владимир Баровић (Нови Сад, 17. марта 1978.) је редовни професорУниверзитета у Новом Саду на одјсеку за медијске студије и ванредни професор на Филозофском Факултету у Палама.

## Биографија
Владимир Баровић рођен је 17. марта 1978. године у Новом Саду. Дипломирао је 2004. године на Филозофском факултету у Новом Саду, Одсјек за историју, одбранивши рад „Србија као војни фактор у стварању "Краљевине Срба, Хрвата и Словенаца“, са оцјеном десет, док је просјечна оцјена остварена на студијама 8,95.
◦ Магистрирао 2007. на Филозофском факултету у Новом Саду, Одјсек за историју (смјер Историја Југославије) и одбранио тезу „Утицај националсоцијалистичке идеологије и значај медија на политичка збивања међу војвођанским Њемцима између два свијетска рата“ са оцјеном десет, док је општи успијех остварен на постдипломским студијама 9,98.
°Докторирао 07. 07. 2010. године на Факултету политичких наука у Београду на тему „Извештавање у кризним ситуацијама и етика новинарства”.
Октобра 2007. године  изабран је у звање асистента за ужу научну област Новинарство, а у звање доцента изабран је марта 2011. године, на Филозофском факултету у Новом Саду, гдје је запослен на Одсјеку за медијске студије.

### Професионална биографија
°У Радиодифузном предузећу „021“ обављао је послове новинара као хонорарни сарадник од 1998. године, а од 2000. до 2004. у кабловско-дифузној мрежи „Pro-electro“ био је у сталном радном односу у звању портпарола, референта за односе са јавношћу.
°Од 2004. до 2007. стално је запослен у Радио-дифузној установи Војводине, Радио телевизији Војводине, на радном мјесту: новинара, новинара-извештача, новинара-репортера и уредника емисије.
°На Радио телевизији Војводине осмислио, уређивао и водио ауторску емисију „Трагови“, која се једном мјесечно емитује у получасовном термину са сложеном структуром информативно-документарног типа. Учествовао у више медијских пројеката од којих посебно треба истаћи копродукцијски филм „Војвођански идентитет“ као и више међународних ауторских пројеката: „Борба са поплавама 2006“, „Демонстрације у Будимпешти“, „Табан – Будим кога више нема“, „Сарадња Војводине и Истре – пут у будућност“.
°У стручном мјесечном часопису „Лорист“ који обрађује ловни туризам и ловство обавља послове консултанта и сарадника за питања информисања ловаца, афирмације етичког кодекса и креирања позитивног медијског тренда у нашем ловству.
°Као студент-постдипломац био је уредник часописа на српском и енглеском језику „Геста“, који је покренут средствима Извршног вијећа Војводине и Универзитета у Новом Саду. Часопис је намењен студентима постдипломских студија хуманистичких наука и отворен је за сараднике који посједују наведени ниво методолошко-научних знања и који задовољавају критеријуме академских мастер и магистарских студија.
°Cарадник је часописа „Култура полиса“ од 2006. године, а, према категоризацији Министраства науке Републике Србије, наведена публикација класификована је као часопис од националног значаја.
Један од радова у научним часописима је "Новинарство (не)затворена професија"   који је радио у сарадњи са професором Дејаном Пралицом.

### Наставни рад
-Истраживачко новинарство
-Новинарство у штампаним медијима
-Извјештавање у кризним и ратним условима
-Историја новинарства
-Деск, редакције и управљање медијима
-Дебата
-Великани српског новинарства
-Историја пропаганде